# Scuola di Kiel
Con l'espressione scuola di Kiel si è soliti indicare, in diritto penale, gli studiosi penalisti tedeschi dell'Università di Kiel di orientamento nazionalsocialista che operarono negli anni 1930 e 1940.

## Esponenti
Tra gli esponenti più importanti figuravano:
- George Dahm, autore dell'opera Der Methodenstreit in der heutigen Strafrechtwissenschaft, in ZStW, 1938;
- Friedrich Schaffstein, autore dell'opera Der Streit um das Rechtsgutsverletzungsdogma, in DStR, 1937.

Nelle loro opere i giuristi nazionalsocialisti miravano a superare i tradizionali dogmi del bene giuridico ispirati ad una concezione individualistico liberale della società. Legittimarono la lesione del principio del bene giuridico ritenendolo un limite al potere legislativo. In particolare misero in crisi la tradizionale teoria del bene giuridico che vede nella tutela dei beni giuridici lo scopo del diritto penale.
Secondo questi autori, che riflettono una visione nuova della società e del rapporto tra Stato e cittadino, al centro del reato non vi è una offesa ad un bene giuridico, ma la violazione del dovere di fedeltà al Führer. Il legislatore ha quindi mano libera. Qualunque cosa decida di punire può farlo, e la norma deve essere rispettata qualunque sia il suo contenuto. Per determinare il reo basta dimostrare che il suo comportamento tende al tradimento. I sostenitori di questa scuola prevedevano uguali pene sia per il reato che per la volontà di delinquere (detta pena della volontà).